# Российско-латвийская граница
Российско-латвийская граница — современная государственная граница между Российской Федерацией и Латвийской Республикой. В современном виде существует с 23 августа 1944 года. В 2004 году стала частью восточных границ ЕС и НАТО.

## Описание
Прохождение государственной границы между Российской Федерацией и Латвийской Республикой закреплено Договором о российско-латвийской государственной границе. Государственная граница между Латвийской Республикой и Российской Федерацией начинается от точки стыка государственных границ Латвийской Республики, Российской Федерации и Республики Беларусь и заканчивается точкой стыка государственных границ Латвийской Республики, Российской Федерации и Эстонской Республики.
Вся российско-латвийская граница является частью границы Псковской области. Общая протяжённость границы составляет 270,5 км, в том числе 137,2 км сухопутной, 127,5 км речной и 5,8 км озёрной (по другим данным — 283,6 км или 214 км).

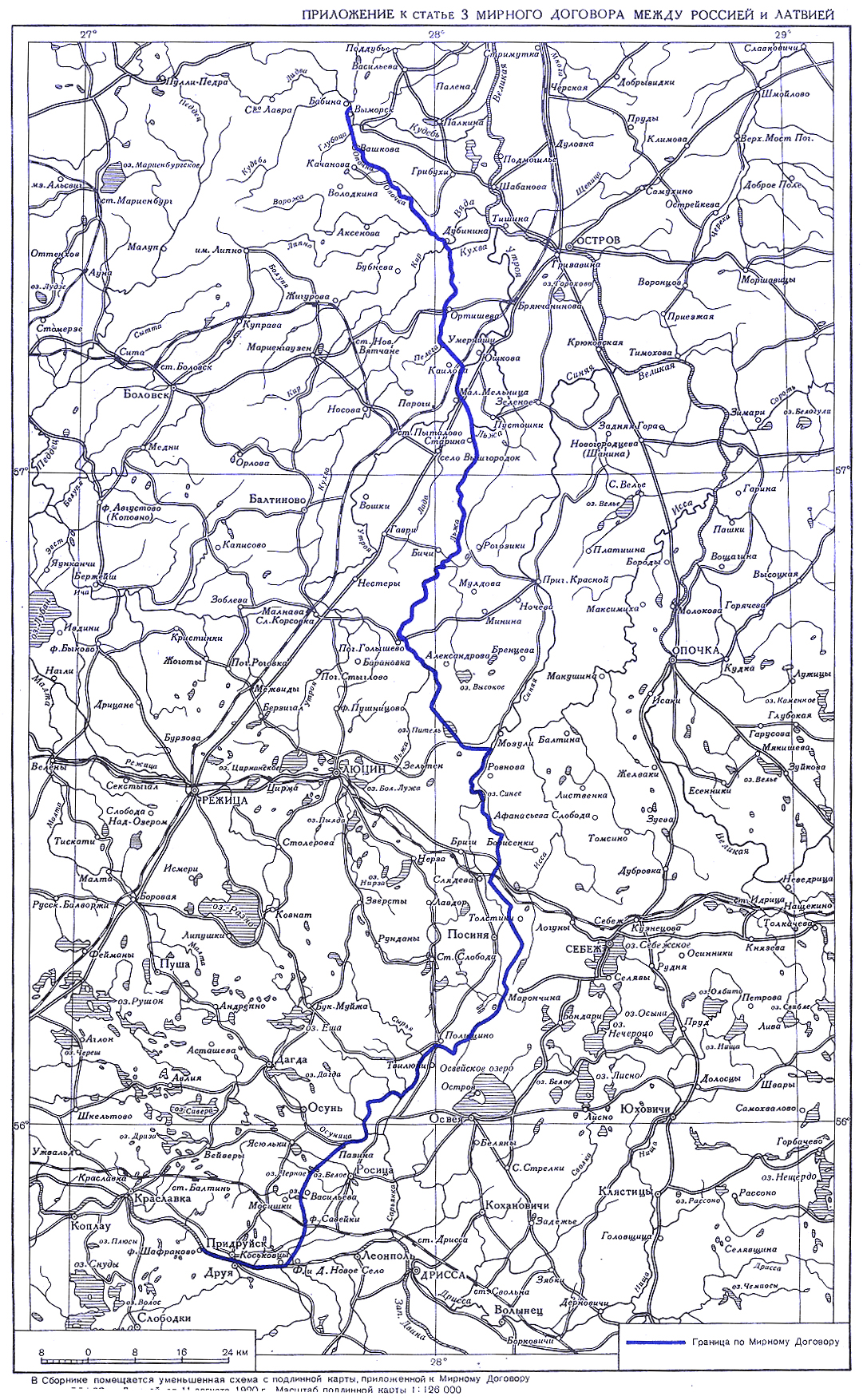
Рижский мирный договор 1920 года обoзначил границу между Латвийской Республикой и РСФСР до 1944 года

Оранжевым цветом показаны территории, переданные в 1944 году от Латвийской ССР в состав РСФСР

## История формирования
Современная граница между Псковской областью и Латвией в целом соответствует границе между Псковской республикой и Ливонией, сложившейся в XIII веке. Окончательное уточнение границы произошло в XX веке.
С 1920 по 1944 год часть псковских земель (в том числе Пыталово), на основании Рижского договора, входили в состав Латвии.

### Педедзская и Лавровская волости
До 1920 года территория современной Педедзской волости (с сёлами Стуборова, Зайцева) в основном входила в Паниковскую волость Псковского уезда Псковской губернии, а также в Калнапедзскую волость Валкского уезда Лифляндской губернии и Мариенгаузенскую волость Люцинского уезда Витебской губернии (стык границ этих трёх губерний отмечен камнем). В 1920 году Россия признала независимость Латвии и Эстонии, таким образом территория относящаяся к современной Педедзской волости оказалась разделённой между Печорским уездом (эст. Petserimaa) Эстонии и Валкским уездом (латыш. Valkas apriņķis) Латвии. В 1923 году Эстония передала часть Лавровской волости (эст. Laura vald) Печорского уезда Латвии и 1 июня 1924 года эта часть была объединена с частью бывшей Калнапедзской волости (латыш. Kalnapededzes pagasts), образовав Педедзскую волость (латыш. Pededzes pagasts). Изначально волостное правление разместилось в старом школьном здании бывшей Калнапедзской волости, но в связи с начавшимся учебным сезоном уже осенью оно перебирается в Калнапедедзскую мызу (латыш. Kalnapededzes muiža), откуда в скором времени переезжает в арендуемые у крестьян дома, находящиеся между Караукова (латыш. Kraukova) и Снопова (латыш. Snopova). Позднее эти дома с 3,5 га прилегающей земли выкупает самоуправление для застройки под нужды волости и в сентябре 1928 года волостное правление перебирается в новопостроенное здание.
В 1935 году площадь Педедзской волости Валкского уезда составляла 126,5 км², при населении в 3040 жителей, в том числе: 1592 великоросов (52,4 %), 1322 латышей (43,5 %) и 105 эстонцев (3,5 %).
Летом 1937 года около здания волостного правления началось строительство Педедзской основной школы, 29 мая 1938 года президент Латвии Карлис Улманис посадил возле школы дуб.

### Послевоенные годы
23 августа 1944 года Указом Президиума Верховного Совета СССР со ссылкой на просьбы населения (среди которого преобладали этнические русские) и представления Президиума Верховного Совета Латвийской ССР и Президиума Верховного Совета РСФСР из состава Латвийской ССР в состав Псковской области РСФСР была передана восточная часть Абренского уезда, включавшая город Абрене (Пыталово) и шесть волостей: Каценскую (латыш. Kacēnu pagasts), Упмальскую (латыш. Upmales pagasts), Линовскую, Пурвмальскую (латыш. Purvmalas pagasts), Аугшпилсскую и Гавровскую; при этом в тексте Указа упоминались Толковская, Качановская и Вышгородская (Вышгородецкая) волости (в соответствии с административным делением на 1920 год).
В 1944 году, при передаче в состав РСФСР части территории бывшей Псковской губернии, вошедшей в состав Латвии по условиям Рижского договора, Педедзская волость осталась в составе Латвийской ССР.
В 1945 году в Педедзской волости были созданы Ясенецкий, Кюршский и Педедзский сельские советы, находившиеся в 1946—1949 годах в составе Алуксненского уезда.

### После распада СССР
В 1990-х — 2000-х гг. на основании Рижского мирного договора 1920 года Латвия претендовала на территорию Пыталовского района Псковской области (латыш. Abrenes apriņķis). В 2007 году был подписан и ратифицирован договор о российско-латвийской государственной границе, согласно которому район остался в составе России.

## Пограничные переходы
В настоящее время действуют следующие пункты пропуска:
Автомобильные
- Брунишево — Педедзе
- Бурачки — Терехова
- Лудонка — Виентули
- Убылинка — Гребнева

Железнодорожные
- Себеж (Посинь) — Зилупе
- Скангали — Карсава

В связи с агрессией России против Украины, с 19 сентября 2022 года власти Латвии официально запретили въезд россиян в страну по любой действующей шенгенской визе.

## Пограничные регионы
Регионы Латвии, граничащие с Россией:
- Алуксненский край
- Балвский край
- Лудзенский край

 Регион России, граничащий с Латвией:
- Псковская область